# Mellansjön, Ångermanland
Mellansjön är en sjö i Kramfors kommun i Ångermanland och ingår i Indalsälvens huvudavrinningsområde. Sjön har en area på 0,153 kvadratkilometer och ligger 239,8 meter över havet. Sjön avvattnas av vattendraget Viksjöån.

## Delavrinningsområde
Mellansjön ingår i det delavrinningsområde (697751-158301) som SMHI kallar för Utloppet av Mellansjön. Medelhöjden är 322 meter över havet och ytan är 2,89 kvadratkilometer. Räknas de 2 avrinningsområdena uppströms in blir den ackumulerade arean 13,6 kvadratkilometer. Viksjöån som avvattnar avrinningsområdet har biflödesordning 4, vilket innebär att vattnet flödar genom totalt 4 vattendrag innan det når havet efter 58 kilometer. Avrinningsområdet består mestadels av skog (89 procent). Avrinningsområdet har 0,15 kvadratkilometer vattenytor vilket ger det en sjöprocent på 5,2 procent.